# JONTE
JONTE（ジョンテ、1980年12月17日 - ）は、韓国の歌手、俳優である。本名、施 鐘泰（シ・ジョンテ）。
大阪府八尾市出身。在日韓国人3世。身長181cm、血液型はB型。

## 略歴
2006年、EXILEの新ボーカルオーディション「VOCAL BATTLE AUDITION」に参加し、ファイナリストとなるも落選。
2007年8月22日、シングル『ゆれる』と、ミニアルバム『JONTE is...』の同時発売でソロデビュー。日本・中国・韓国の3ヶ国同時デビューとなる。
2009年、劇団EXILEのメンバーとなり俳優としても活動を開始する。
2011年4月7日、セルフプロデュースで活動していくことを発表。同年7月19日、ソロ活動に専念するため劇団EXILEを脱退したことを発表。
2015年4月1日、同年3月31日付けで所属事務所のLDHと、レーベルのrhythm zoneから離脱したことを発表。

## 作品

### シングル
- ゆれる（2007年8月22日） - 34位
- 道の先〜and you〜（2008年3月5日） - 33位
- Dear...（2008年10月8日） - 30位
- if（2009年2月4日） - 39位
- Friend（2010年12月4日）
- 愛してた（2012年3月8日）

### アルバム
- My Way 〜始まりの場所〜（2010年1月20日） - 73位
- Reboot（2016年5月4日） - 78位[9]
- Delight（2017年4月26日）

### ミニアルバム
- JONTE is...（2007年8月22日） - 40位
- Through my Life（2012年12月12日） - 116位

### カバーアルバム
- HAN（2010年1月20日） - 123位

### 限定盤
- ゆれる / JONTE is...
  - シングル「ゆれる」、ミニアルバム『JONTE is...』、フォトブックの同梱パッケージ、完全限定生産

### 参加作品
- Dreamers 〜EXILE VOCAL BATTLE AUDITION FINALIST〜「ソングソルジャー 〜明日の戦士〜」（2007年3月7日）
- May J. & JONTE「miss you」（2009年9月16日）『m-flo TRIBUTE〜maison de m-flo〜』Tr.1
- MAKAI「Roller Coaster feat. JONTE」（2010年12月8日）『COLORS』Tr.3
- R.Yamaki Produce Project「Ride On! feat. JONTE」（2015年7月29日）※配信限定
- R.Yamaki Produce Project「You Feel Me? feat. 友莉夏」（2015年8月12日）※配信限定（コーラスとして）
- 「KinkyBoots」 ORIGINAL JAPAN CAST ライブ録音盤 （2017年早春）

### コラボレーション作品
- ミトカツユキ× JONTE  シングル 「ミトジョンテ」（2015年11月7日）

## 出演

### 舞台
- エブリリトルシング ’09（2009年8月） - 圭介 役
- 日仏交流150周年記念公演「ムーラン・ドゥ・ラ・ギャレット」（2009年9月） - シン・ミンスク 役
- 劇団EXILE華組 旗揚げ公演「ユーバエ8号」（2009年11月） - 横森 役
- 劇団EXILE華組 第二回公演「六惡党」（2010年4月） - 松田虎之助 役
- 劇団EXILE華組 第三回公演「KILL THE BLACK」（2010年6月） - サトル 役
- 劇団EXILE華組×風組合同公演「ろくでなしBLUES」（2010年12月） - 五十嵐 役
- 音楽朗読劇「最後の一枚の絵」（2010年12月）
- 地球ゴージャスプロデュース公演 Vol.12「海盗セブン」（2012年3月 - 5月） - ソギル 役
- テレビのなみだ（2013年3月） - 川合月人 役
- 音楽朗読劇「イキヌクキセキ 〜十年目の願い〜」（2013年4月） - 佐藤幸雄 役
- ミュージカル「愛の唄を歌おう」（2014年1月 - 2月） - ツヨシ 役
- ミュージカル「ウィズ〜オズの魔法使い〜」（2015年3月 - 4月） - ブリキ男 役
- No.9 ー不滅の旋律ー（2015年10月 - 11月）
- いつか遭えたら 〜娘の夢を母が斬る!?〜（2016年1月）
- それいゆ（2016年5月 - 6月、2017年4月）
- キンキーブーツ（2016年7月 - 9月） - ハリー 役
- You Know Me〜あなたとの旅〜（2025年11月〈予定〉）[10]

### テレビドラマ
- ガッツポーズ!「蹴られる男」（2011年2月19日、フジテレビ）
- 世にも奇妙な物語 21世紀 21年目の特別編「分身」（2011年5月14日、フジテレビ）

### ラジオ
- KOBE MUSIC TRAIN（Kiss-FM KOBE）

## ライブ
- JONTE Spring LIVE TOUR「Pre:HEARsAl」
  - 2016年3月24日 仙台：darwin
  - 2016年4月3日 福岡：ROOMS
  - 2016年4月5日 名古屋：CLUB QUATTRO
  - 2016年4月7日  大阪：CLUB QUATTRO
  - 2016年4月8日 神戸：Live House CASHBOX
  - 2016年4月12日  東京：Mt.RAINIER HALL SHIBUYA PLEASURE PLEASURE
- JONTE LIVE「Reboot」
  - 2016年10月22日 大阪：Billboard Live OSAKA
  - 2016年10月23日 名古屋：NAGOYA Blue Note
  - 2016年10月26日 東京：HakujuHall